# 2717 Tellervo
2717 Tellervo је астероид главног астероидног појаса чија средња удаљеност од Сунца износи 2,214 астрономских јединица (АЈ).
Апсолутна магнитуда астероида је 12,6.